# Johnny Test
Johnny Test è una serie televisiva animata statunitense-canadese del 2005, creata da Scott Fellows.
La serie ruota attorno alle avventure di Johnny Test, un ragazzo di periferia di 10-11 anni che vive con i suoi genitori, le sue sorelle gemelle di 13-14 anni Susan e Mary e un cane parlante di nome Dukey. Risiedono in una grande casa situata nella città immaginaria di Porkbelly. Johnny viene usato spesso come cavia per le invenzioni e gli esperimenti delle sue sorelle, che spaziano dai gadget ai superpoteri. I loro esperimenti spesso causano problemi che deve risolvere, portandolo a combattere nel frattempo anche i cattivi. Talvolta riesce a salvare il mondo con le invenzioni delle sue sorelle.
La serie è stata trasmessa per la prima volta negli Stati Uniti su Kids' WB e Cartoon Network e in Canada su Teletoon dal 17 settembre 2005 al 25 dicembre 2014, per un totale di 117 episodi (e 234 segmenti) ripartiti su sei stagioni. In Italia è stata trasmessa da Nickelodeon dal 2 ottobre 2006.
L'11 giugno 2013, Teletoon ha annunciato il rinnovo della serie per una settima stagione composta da 13 episodi e uno speciale in tre parti, tuttavia è stato smentito da James Arnold Taylor, il doppiatore originale di Johnny.
Il 6 maggio 2020, WildBrain ha confermato che Netflix ha ordinato una nuova serie con due stagioni e uno speciale interattivo uscito nel 2021. La nuova serie viene pubblicata dal 16 luglio 2021.

## Episodi
| Stagione         | Episodi | Prima TV USA | Prima TV Italia |
| ---------------- | ------- | ------------ | --------------- |
| Prima stagione   | 13      | 2005-2006    | 2006            |
| Seconda stagione | 13      | 2006-2007    | 2007            |
| Terza stagione   | 13      | 2007-2008    | 2008            |
| Quarta stagione  | 26      | 2009-2011    | 2010-2011       |
| Quinta stagione  | 26      | 2011-2012    | 2012            |
| Sesta stagione   | 26      | 2013-2014    | 2014-2015       |

## Personaggi

### Personaggi principali
- Johnny Test, voce originale di Rory Max Kaplan, italiana di Renato Novara.

Johnathan Xavier Test, soprannominato Johnny, è il protagonista della serie. È un ragazzino di 11 anni "combinaguai", spericolato, narcisista ed enormemente irrispettoso, figlio di Hugh e Lila Test, fratello minore di Susan e Mary Test, nonché padrone e miglior amico del cane Dukey ed antieroe della serie. La sua caratteristica principale è la capigliatura bionda e rossa a forma di fiamme, cosa che lo rende noto come "il bambino con i capelli fiammeggianti", oltre ad un abbigliamento composto da pantaloni cascanti verde scuro, un paio di scarpe da ginnastica nere, e una giacchetta a maniche corte blu, con sotto una maglietta nera con il simbolo di pericolo radioattivo. Avendo Susan e Mary dalla sua parte, può vivere il sogno di ogni bambino della sua età, solo per poi scoprire che, a ben vedere, esistono anche sogni da non prendere proprio in considerazione. È un bambino alquanto iperattivo, che spesso genera disastri mentre usa le invenzioni delle sorelle, e puntualmente si ritrova a dover trovare una soluzione. Johnny odia la scuola e non si impegna tanto, e ogni volta che gli viene assegnato un compito, spesso cerca una scappatoia ricorrendo alle invenzioni delle sorelle, rivelandosi sempre una pessima idea (come gli fa notare Dukey), in quanto mettono a repentaglio le vite di Johnny e di chi gli sta intorno. Ma nonostante il suo atteggiamento irrispettoso, irresponsabile e la sua testardaggine, ha anche un senso di giustizia che lo fa diventare più responsabile e altruista e quando vuole, sa risolvere i problemi da lui creati con grande arguzia. Un altro dei suoi compiti è proteggere sua sorella Susan dalle continue avances di Bling-Bling Boy. E come si può notare nell'episodio "Chi è Johnny?", egli ha sangue inglese, giapponese, austriaco, spagnolo, scozzese, francese, rumeno, svedese e canadese. Johnny ha un alter ego chiamato Johnny X, un supereroe dotato di diversi superpoteri.
- Dukey, voce originale di Eddy Lee (st. 1-4) e Trevor Devall (st. 5-6), italiana di Diego Sabre.

"Duckey" Duckeson Leonard, è un cane parlante e antropomorfo e miglior amico di Johnny. Il suo antropomorfismo è dovuto una delle invenzioni di Susan e Mary, per cui ha ottenuto abilità simili a quelle umane. È un cane simpatico, intelligente, calmo e assennato: questo lo rende una specie di voce della ragione. Quando i coniugi Test non ci sono, egli riesce a stare in posizione eretta su due zampe, anziché quattro. Dukey deve nascondere questa sua intelligenza ai signori Test perché il padre dei tre fratelli ha proibito a Susan e Mary qualsiasi esperimento sul DNA, ovverosia ciò che ha dato a Dukey le sue abilità da umano (sebbene in un episodio i genitori di Johnny scoprono con loro grande stupore che il cane parla e gradualmente accettano il fatto; tuttavia, Dukey non ha più tempo per Johnny, dovendo assisterne i genitori, sicché grazie all'aiuto degli amici che gli avevano trovato i genitori, cancella la loro memoria recente ed essi dimenticano che il loro cane parla). Quando va in giro, indossa vestiti casual o di solito una maglietta con su scritto "NON SONO UN CANE", e viene etichettato come l'"amico peloso di Johnny". Spesso assiste Johnny nelle sue bravate in quanto è facilmente accondiscendente se gli viene data una bella bistecca. Il suo alter ego da supereroe era inizialmente Sacco di Pulci, ma successivamente è divenuto Super Dukey. Inoltre conosce il kung-fu e conosce vagamente il cinese.
- Mary Test, voce originale di Tara Strong (st. 1, 5) e Ginnifer Goodwin (st. 2-4, 6), italiana di Dania Cericola.

"Mary" Marinette Louise Test, è la sorella maggiore di Johnny, ha i capelli lunghi, ricci e rossi, tenuti da un fermaglio a forma di luna, occhi verdi e indossa occhiali con le lenti a forma di luna crescente. Sotto al camice indossa una maglietta beige con una luna sopra, un paio di jeans e delle scarpe da ginnastica. Rispetto alla gemella minore, Mary è più compassionevole, gentile e morale. È più propensa a credere nella fantascienza che nella scienza vera e propria, e spesso dimostra di avere ragione, causando ogni volta una lite tra le due sorelle. Mary sembra essere più equilibrata e conservativa di Susan, ed essendo meno introversa, mostra più apertamente di Susan quanto tenga a Johnny.
- Susan Test, voce originale di Susie Essman, italiana di Marcella Silvestri.

"Susan" Susannah Felicity Test, è la sorella maggiore di Johnny ha i capelli lunghi, lisci e rossi, occhi azzurri e indossa una gonna nera, calzini bianchi e delle scarpette nere, insieme a una maglietta celeste con una stella blu, occhiali quadrati e una molletta a forma di stella. È più impaziente, prepotente e cinica rispetto alla gemella maggiore Mary, e anche più impulsiva, per cui le due sorelle litigano spesso tra di loro. Eugene / Bling-Bling nutre un forte interesse d'amore per lei, così spesso diventa la "posta in gioco" nelle negoziazioni con lui.
- Hugh Test, voce originale di Brian Stepanek, italiana di Giorgio Bonino.

"Hugh" Hubert Test è l'ansioso padre casalingo e ossessivo-compulsivo di Johnny, Susan e Mary. È biondo con gli occhi azzurri, e indossa un maglione verde su una camicia gialla, con pantaloni marroni e mocassini. Le due più grandi ossessioni di Hugh sono pulire e cucinare il polpettone, che il resto della famiglia Test disprezza apertamente. Si distrae facilmente senza riuscire a concentrarsi su quello che fa, cosa che Johnny a volte sfrutta. Spesso vuole che i suoi figli smettano o pongano rimedio alle loro bravate prima di cena, altrimenti rischiano una severa punizione. Egli inoltre, come viene dimostrato in vari episodi, tende sempre a cercare la soluzione più economica a tutto, dato che odia tutto ciò che è caro. Questa sua attenzione alla pulizia e severità spesso si scontra con i modi di fare di Johnny. Nell'episodio "Chi è Johnny?" viene mostrata la sua discendenza spagnola.
- Lila Test, voce originale di Jill Talley, italiana di Maddalena Vadacca.

"Lila" Lillian Test, è la madre di Johnny, Susan, e Mary, nonché la moglie di Hugh. Ha un lavoro come donna d'affari. Lila ha i capelli castani e una corporatura attraente e atletica. Indossa regolarmente un cappotto blu. Lila sembra essere una buona madre per i suoi figli, si preoccupa molto per la sua famiglia poiché a volte fa di tutto per assicurarsi che siano al sicuro. Allo stesso modo, Lila ama teneramente suo marito e sa essere severa quando la situazione lo richiede.

### Personaggi ricorrenti
- Eugene Hamilton, voce originale di Bobby Gaylor, italiana di Massimo Di Benedetto. Detto "Bling-Bling", è un grasso ragazzino, rivale di Johnny. Di carattere scaltro e inventivo, è innamorato di Susan Test, la quale respinge le sue attenzioni a causa della sua grassezza. Essendo ricco, può permettersi vari accessori che utilizza per tentare di far innamorare Susan di lui, progetti che falliscono sempre a causa degli interventi di Johnny. Ciò che lo spaventa di più è sua madre, la quale lo tratta come un bambino piccolo.
- Gil Nextdor, voce originale di Andrew Francis, italiana di Luca Bottale. Il vicino di casa di Johnny. Un ragazzo alto e atletico, biondo con gli occhi azzurri. Le sorelle di Johnny sono pazzamente innamorate di lui, e infatti cercano in ogni modo (anche dei più bizzarri) di attirare le sue attenzioni, senza riuscirci mai. Gil, in controversie con l'aspetto avvenente, non è particolarmente sveglio, e in alcune occasioni si dimostra essere piuttosto irresponsabile. Bling-Bling è estremamente geloso di Gil, per via di Susan, quindi in alcune occasioni tenta anche di sbarazzarsi di lui, mentre in altre, semplicemente di emularlo.
- Mr. Black, voce originale di Bill Mondy, italiana di Riccardo Rovatti.
- Mr. White, voce originale di Scott McNeil, italiana di Marco Balbi.